# Gertrud Weiberlen
Gertrud Weiberlen (* 23. April 1891 in Hamburg; † 1. März 1985 ebendort) war eine deutsche Malerin und Bildhauerin.

## Leben
Gertrud Weiberlen wurde als zweites von fünf Geschwistern geboren. Nach einigen Jahren als kaufmännische Angestellte besuchte sie die von Gertrud Bäumer geleitete Hamburger Soziale Frauenschule und wurde staatlich anerkannte Wohlfahrtspflegerin. In diesem Beruf arbeitete sie in Berlin und wechselte dann zurück nach Hamburg, wo sie bei der Zeitschrift Funkwelt angestellt war. 1925 übernahm sie als Oberfürsorgerin die Leitung eines „Heims für gefährdete Mädchen“ in Hamburg, 1934 kam die Leitung eines Lehrlingsheims hinzu.
Ermutigt von Ernst Barlach war sie neben ihrer Arbeit künstlerisch tätig, vor allem mit Kohlezeichnungen. Von 1930 bis 1936 lernte sie bei Ludwig Kunstmann bildhauerisch zu arbeiten. In Folge schuf sie Skulpturen in Holz und Stein. 1932 bezog sie ein eigenes Atelier unter einem Bogen der Hochbahn nahe der Station Mundsburg, das sie bis 1954 nutzte. 1945 wurde Weiberlen als Fürsorgerin pensioniert und konzentrierte sich auf die künstlerische Arbeit. Weiberlen war 17 Jahre lang mit Käthe Kollwitz befreundet und unterstützte diese während der Zeit des Nationalsozialismus. 1970 veranstaltete der Hamburger Künstlerverein GEDOK eine Werkschau zu Ehren von Weiberlen. 1981 folgte in der Hamburger Kunsthalle eine weitere retrospektive Einzelausstellung durch die Freie Akademie der Künste.
Gertrud Weiberlen starb 1985 im Alter von 93 Jahren. Sie wurde auf der Hallig Langeneß begraben, wo sie viele Sommer verbracht hatte.

## Werke im öffentlichen Raum

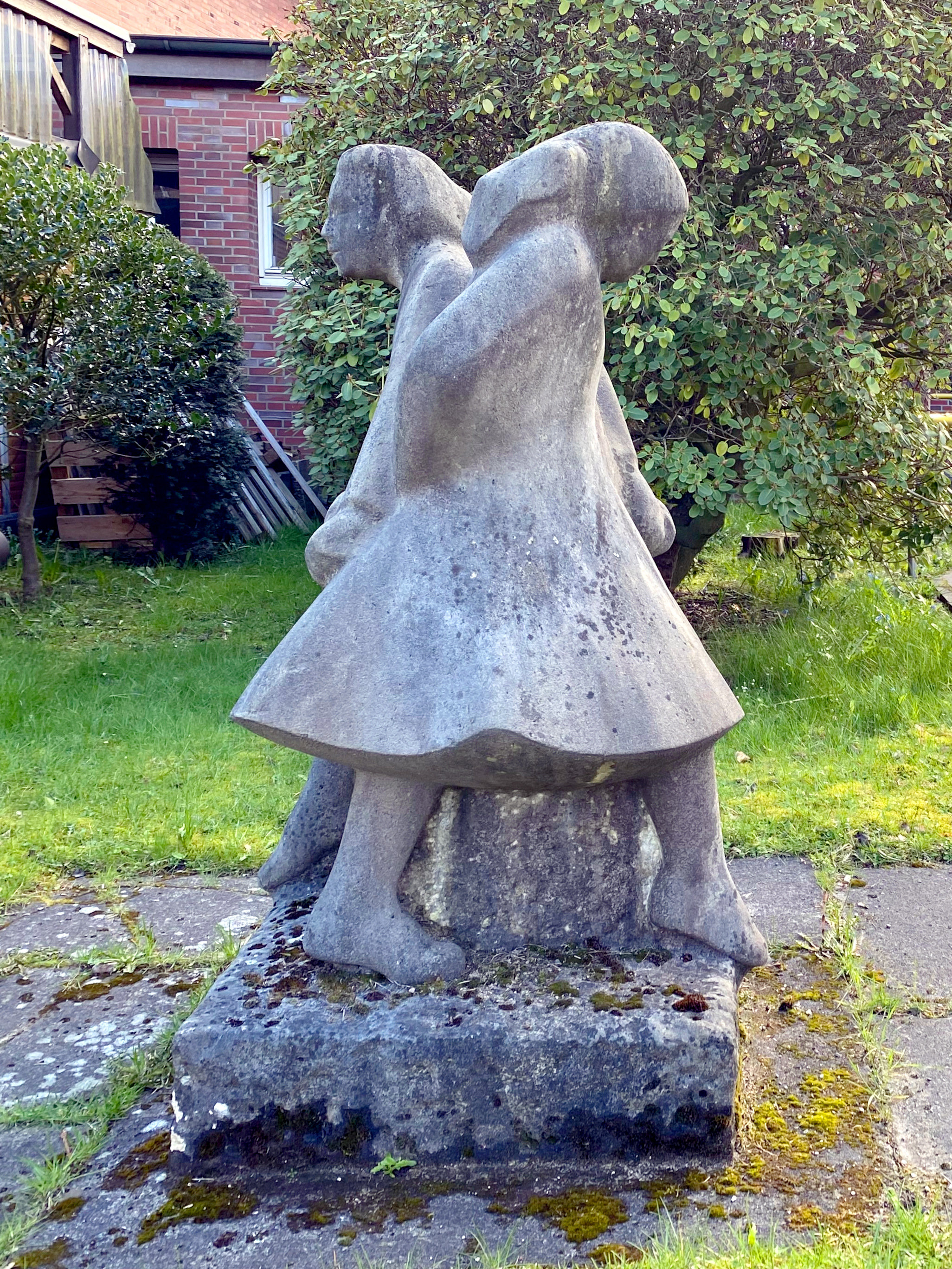
Tanzende (1962)

Zu den Werken von Weiberlen im öffentlichen Raum gehören:
- 1960: Krabbenfischerin, Schulamt Bremerhaven
- 1962: Meereswesen, Kulturbehörde Dortmund
- 1962: Tanzende, Steinskulptur am Eingang zur Blindenschule Hamburg am Borgweg
- 1980: Käthe-Kollwitz-Büste aus französischem Sandstein, Ankauf durch Kulturamt Kiel für die Käthe-Kollwitz-Schule, Gymnasium der Stadt Kiel[5]
- Rufer zu Gott, Großplastik auf dem Friedhof der Kirche Langeneß, Hallig Langeneß